# Twelve Tales of Christmas
Twelve Tales of Christmas è il secondo album in studio del cantautore britannico Tom Chaplin, pubblicato il 17 novembre 2017 dalla Island Records.

## Il disco
L'album presenta otto brani inediti e quattro reinterpretazioni di canti natalizi, Walking in the Air di Howard Blake, 2000 Miles dei The Pretenders, River di Joni Mitchell e Stay Another Day degli East 17.

## Tracce
1. Walking in the Air – 3:54
2. Midnight Mass – 3:24
3. 2000 Miles – 3:06
4. Under a Million Lights – 3:22
5. River – 5:16
6. London Lights – 3:04
7. We Remember You This Christmas – 3:05
8. Stay Another Day – 3:46
9. For the Lost – 3:20
10. Another Lonely Christmas – 3:38
11. Follow My Heart – 4:44
12. Say Goodbye – 2:42